# أداماس
أداماس (Αδάμας) هي مدينة في كيكلاديس في اليونان.
يبلغ عدد سكانها حوالي 1362   نسمة.